# Flavour-changing neutral current
Nella fisica delle particelle, le correnti neutre con cambiamento di sapore (in inglese flavour-changing neutral current, o FCNC), sono delle interazioni deboli mediate dal bosone Z, neutro, che provocano il cambiamento di sapore di un fermione senza modificarne la carica. Qualora esistessero, potrebbero indurre fenomeni, che tuttavia non sono ancora stati osservate dagli esperimenti. Nel Modello Standard le FCNC sono ordini superiori, fortemente soppresse dal meccanismo GIM.